# رضا نگارستانی
رضا نگارستانی (زادهٔ ۱۹۷۷ در شیراز) فیلسوف و نویسنده ایرانی ساکن نیویورک است. او با انتشار کتاب سایکلونوپدیا در سال ۲۰۰۸ میلادی به عنوان مبتکر سبک «نظریه-داستان» شهرت پیدا کرد.